# نجوى موسى كوندا
نجوى موسى كوندا (مواليد 1976) ناشطة سودانية في مجال حقوق المرأة وزعيمة المجتمع المدني للمنطقتين (جنوب كردفان والنيل الأزرق).

## حياتها
ولدت نجوى موسى كوندا عام 1976 في قرية كمبارا بالقرب من بلدة كاودا الصغيرة. كان والدها ، موسى كوندا كوكا ، قد تلقى دروس محو الأمية في وقت متأخر من حياته ، وتأكد من أن جميع أطفاله التسعة يذهبون إلى المدرسة. على الرغم من معاناتها من بعض التحيز ضد بشرتها الداكنة ومسيحيتها ، فازت نجوى موسى كوندا بمنحة دراسية في جامعة الأحفاد للبنات بأم درمان. بعد التخرج درست للحصول على درجة الماجستير في جامعة سوانسي في ويلز.
استطاعت نجوى موسى من خلال تعليمها الحصول على وظائف في القطاع الإنساني. في عام 2005 كانت ممثلة لجمعية نساء النوبة. في عام 2006 ، بصفتها ممثلة اليونيسف ، كانت تساعد في توفير التعليم في مخيم للنازحين بالقرب من كاودا في جنوب كردفان.
بدأت العمل في منظمة النوبة للإغاثة والتأهيل والتنمية، وفي النهاية أصبحت المدير التنفيذي. كرئيسة للمنظمة، حذرت نجوى موسى بصدق في مايو 2011 من أن جبال النوبة قد تدخل في الصراع وتصبح "دارفور جديدة. في مايو 2012 كانت من بين 150 موقعًا على رسالة مشتركة من قبل المجتمع المدني يناشد القادة الولايات المتحدة والصين للمساعدة في حل النزاع بين السودان وجنوب السودان. في فبراير 2014 ، عينتها الحركة الشعبية لتحرير السودان - شمال كواحدة من سبعة خبراء وطنيين للانضمام إلى وفدهم في محادثات السلام مع الحكومة. في سبتمبر 2014 حذرت من الوضع الإنساني في جنوب كردفان.
في 2016 عينها مالك عقار في لجنة مكلفة بتنفيذ خطة عمل للأمم المتحدة لإنهاء تجنيد الحركة الشعبية لتحرير السودان - شمال للجنود الأطفال. في حديثه في اليوم العالمي للمرأة في مارس 2017 ، سلطت موسى الضوء على المعدل المرتفع لوفيات الأمهات والعنف المنزلي ضد المرأة وزواج الأطفال وختان الإناث في المنطقتين.